# David Villareal
Villareal  Almeida est un nom espagnol. Le premier nom de famille, en général paternel, est Villareal ; le second, en général maternel, souvent omis, est Almeida.
Esteban David Villareal Almeida, né le 19 mai 1996 à Tulcán, est un coureur cycliste équatorien.

## Palmarès
- 2016
  - 3e étape du Tour de Mendoza
- 2018
  -  Champion d'Équateur sur route espoirs
  - 5e étape du Tour de l'Équateur
  - 2e du championnat d'Équateur du contre-la-montre espoirs
- 2024
  - Clásica Cacique Jumandy

## Classements mondiaux
| Année            | 2015 | 2016 | 2017 | 2018 |
| ---------------- | ---- | ---- | ---- | ---- |
| UCI America Tour | 358e |      |      | 71e  |